# Le dernier jour d’un condamné (Oper)
Le dernier jour d’un condamné ist eine Oper (Originalbezeichnung: „drame intérieur“) in zwei Akten und einem Intermezzo von David Alagna (* 1975). Das Libretto stammt vom Komponisten und dessen beiden Brüdern, dem Sänger Roberto Alagna und dem Autor Frédérico Alagna. Es basiert auf Victor Hugos Roman Der letzte Tag eines Verurteilten. Die Oper wurde am 8. Juli 2007 im Théâtre des Champs-Élysées in Paris konzertant uraufgeführt. Die szenische Uraufführung fand am 3. November 2009 in einer Produktion des Csokonai-Theater Debrecen im Nationaltheater Szeged (Ungarn) statt.

## Handlung
Die Oper ist wie die Romanvorlage ein Plädoyer gegen die Todesstrafe. Sie zeigt die letzten Stunden zweier zum Tode Verurteilter Menschen, deren Namen oder Vergehen nicht genannt werden, in ihren Gefängniszellen. Der Verurteilte aus Victor Hugos Roman wartet um 1820 auf seine Hinrichtung. Parallel dazu wird eine schwarze Amerikanerin des 21. Jahrhunderts in derselben Situation gezeigt. Beide sind einer Vielzahl heftiger Gefühle zwischen Schrecken, Wut und Reue ausgesetzt. Sie denken an ihr früheres Leben und ihre Familie zurück. Bis zum bitteren Ende geben sie die Hoffnung auf Rettung nicht auf.

### Erster Akt
Der Gefangene befindet sich seit fünf Wochen allein in der Todeszelle und ist verzweifelt auf einen einzigen Gedanken fixiert: Er wurde zum Tode verurteilt.
Die Verurteilte der Gegenwart erzählt einem Fernsehteam von ihrem Prozess, der vor drei Tagen begann: Als das Todesurteil verlesen wurde, erlitt sie einen Schwächeanfall. Sie konnte nur noch hören, dass die Hinrichtung in sechs Wochen stattfinden soll.
Beide haben Papier und Stifte erhalten und überlegen, worüber sie schreiben könnten. Die Frau entscheidet sich dafür, ein Tagebuch ihrer Leiden zu verfassen. Der Mann schreibt über sein Verfahren und hofft, dass seine Aufzeichnungen späteren Gefangenen helfen werden – aber was bringt ihm das selbst? Er denkt an seine Familie: seine Mutter, seine Frau, seine Tochter. Auch die Frau hinterlässt eine kleine Tochter, Marie. Sie betrachtet die Wandkritzeleien ihrer Zelle, die offenbar mit Blut geschrieben wurden.
Eine Gruppe von Soldaten betritt die Zelle des Mannes. Sie sind gekommen, um einige zum Galeerendienst verurteilte Gefangene abzuholen, die am nächsten Tag nach Toulon gebracht werden sollen. Der Verurteilte darf der Prozedur „wie in einer Loge“ zusehen. Die Galeerensträflinge erhalten Kleidung und werden aneinander gekettet, bevor sie unter dem höhnischen Gelächter der Bevölkerung fortgeschafft werden. Der Verurteilte findet ihr Schicksal schlimmer als den Tod.
Die Frau verzweifelt daran, dass es für sie keinen Ausweg mehr gibt, da der Prozess ordnungsgemäß abgelaufen war. Die beiden Verurteilten haben keine Hoffnung auf Gnade.
Ein Gefängniswärter fragt die Frau höflich nach ihrem Frühstückwunsch. Auch der Gefängnisdirektor stattet ihr einen Besuch ab. Sie soll keinen Grund haben, sich über ihre Behandlung zu beklagen. Ein Geistlicher kommt zu ihrer Unterstützung und segnet sie. Auch der Mann betet.
Ein Gerichtsdiener des Königshofs zeigt dem Verurteilten ein Schreiben des Generalstaatsanwalts: Sein Gnadengesuch wurde abgelehnt und die Hinrichtung für 7:30 Uhr angesetzt.
Der Besuch des Direktors hat die Verurteilte innerlich aufgewühlt, doch nun sieht sie ihrem Schicksal gefasst entgegen.

### Zweiter Akt
Wachen bringen eine weitere Person zum Verurteilten – einen ebenfalls zum Tode verurteilten „Friauche“, der sechs Wochen Aufschub erhalten hat. Seine leichtfertige und zynische Art stört den Verurteilten, der lieber in Ruhe seine Gedanken sammeln möchte. Der „Friauche“ bittet ihn, ihm seinen Gehrock zu überlassen, für den er ja keine Verwendung mehr haben wird. Er will ihn zu Geld machen, um Tabak für seine letzten sechs Wochen zu kaufen. Als Gegenleistung gibt er dem Verurteilten seine eigene zerlumpte Jacke, damit er auf dem Karren „anständig“ gekleidet ist. Da kommen die Wachen herein, um den Verurteilen abzuholen. Aufgrund der getauschten Kleidung nehmen sie stattdessen den „Friauche“ mit. Der Verurteilte bleibt zurück.
Sechs Stunden vor der Hinrichtung wurde die Verurteilte in eine andere Zelle verlegt. Sie bittet die Wache um einen Tisch, einen Stuhl und Schreibzeug sowie um ein Bett und schreibt einen Brief an ihre Tochter, die sich später wahrscheinlich für ihre Mutter schämen wird.
Auch der Verurteilte hat nur noch wenige Stunden zu leben. Er stellt sich seinen Gang zum Schafott vor. Anders als zuvor würde er jetzt ein Leben als Galeerensklave dem Tod vorziehen. Ein Priester kommt herein, doch statt ihm Trost zuzusprechen befragt er ihn nach seinem Glauben. Die Antworten des Verurteilten stellen ihn nicht zufrieden, und er verlässt die Zelle mit den Worten: „Ein Gottloser“. Der Verurteilte ist verwirrt, da er sich durchaus nicht für gottlos hält. Ein junger Vikar oder alter Pfarrer hätte ihm besser helfen können.
Wächter bringen der Verurteilten ihre letzte Mahlzeit in die Zelle. Sie denkt an ihre Kindheit zurück und schläft erschöpft ein. Der Geistliche kommt noch einmal zu ihr. Sie unterhalten sich über ihre Tochter.
Der Verurteilte vergleicht sich mit einem anderen Mann, der ebenso wie er von Wachen umgeben ist, aber in der Gesellschaft so hoch steht wie er selbst niedrig. Dieser Mann bräuchte nur ein einziges Wort zu sprechen, um sein Schicksal zu wenden – doch dies wird nicht geschehen.
Vor der Hinrichtung werden dem Verurteilten die Haare geschnitten. Beide Todeskandidaten werden abgeholt. Sie flehen um Aufschub von wenigstens fünf Minuten, um ihre letzten Wünsche aufschreiben. Der Henker verkündet, dass die Zeit gekommen ist. Die Verurteilten hoffen bis zum letzten Moment vergeblich um Rettung.

## Gestaltung
Musikalisch orientiert sich David Alagna am Stil des späten 19. Jahrhunderts. Die Oper ist traditionell aufgebaut. Melodien und Harmonien erinnern an die Musiksprache Leonard Bernsteins. Stellen von besonderer Tragik werden durch Blechbläser und Schlagwerk hervorgehoben, nachdenklichere Momente dagegen von Streichern und Holzbläsern begleitet. Die Orchestrierung ist abwechslungsreich. Anleihen nahm David Alagna auch bei Mussorgskis Boris Godunow. Der Rezensent der Gramophone erkannte dessen Musik in den Chorpartien und dem Countdown der Uhren vor der Hinrichtung. Außerdem fühlte er sich an das Vorspiel zum dritten Akt von Kaija Saariahos Oper L’amour de loin erinnert.

### Orchester
Die Orchesterbesetzung der Oper enthält die folgenden Instrumente:
- Holzbläser: zwei Flöten (auch Piccolo), zwei Oboen (auch Englischhorn), zwei Klarinetten (auch Bassklarinette), zwei Fagotte
- Blechbläser: vier Hörner, zwei Trompeten, zwei Posaunen, Tuba
- Pauken, Schlagzeug (ein Spieler)
- Harfe
- Streicher

## Werkgeschichte
Das Libretto der Oper entstand in Zusammenarbeit der drei Alagna-Brüder, dem Komponisten David Alagna, dem Sänger Roberto Alagna und dem Autor Frédérico Alagna. Der Inhalt basiert auf Victor Hugos Roman Der letzte Tag eines Verurteilten, wobei dem Gefangenen eine ebenfalls zum Tode verurteilte schwarze Amerikanerin der Gegenwart gegenübergestellt wurde. Die Autoren nutzten ausschließlich die originalen Worte der Romanvorlage. Beide Geschichten entwickeln sich parallel zueinander. Zu einer Begegnung der beiden Verurteilten kommt es jedoch nicht. David Alagna komponierte die Musik. Roberto Alagna sang die Titelrolle sowohl bei der konzertanten Uraufführung als auch bei den späteren Aufführungen in Avignon und Marseille.
Roberto Alagna sagte in einem Interview, dass die Uraufführung ursprünglich in Montpellier stattfinden sollte. Er habe gehofft, dass Barbara Hendricks die weibliche Hauptrolle singen werde. Die Uraufführung fand jedoch zunächst nur konzertant am 8. Juli 2007 im Théâtre des Champs-Élysées in Paris statt. Neben Roberto Alagna sang Indra Thomas die weibliche Verurteilte. Alle anderen Rollen teilten sich der Bariton Jean-Philippe Lafont und der Bassbariton Richard Rittelmann. Michel Plasson leitete das Orchestre National d’Île-de-France und den Chœur Régional Vittoria d’Île-de-France. Ein Mitschnitt wurde auf CD veröffentlicht.
Die szenische Uraufführung gab es am 3. November 2009 als Produktion des Csokonai-Theaters Debrecen im Nationaltheater Szeged (Ungarn) im Rahmen des Opera Competition and Festival with Mezzo Television. Hier wurden die drei wichtigsten Rollen von internationalen Wettbewerbsteilnehmern gesungen. Der Ungar Zoltán Nyári sang den männlichen Verurteilten, Donita Volkwijn aus den USA die weibliche Partie und der Südkoreaner Chul Jun Kim den „Friauche“. Balázs Kocsár leitete das Philharmonische Orchester Debrecen und den Chor des Csokonai-Theaters. Regie führte Nadine Duffaut, das Bühnendesign stammte von Emmanuelle Favre und die Kostüme von Katia Duflot. Der Fernsehsender Mezzo TV sendete einen Video-Mitschnitt der Aufführung. Im Wettbewerb des Festivals erhielt sie den Publikumspreis als „beste Produktion“. Nyári gewann sowohl den offiziellen Preis als „bester männlicher Darsteller“ als auch den Publikumspreis als „bester Darsteller“.
Im März 2014 wurde dieselbe Produktion auch in der Opéra Grand Avignon gezeigt. Roberto Alagna übernahm wie zuvor in der konzertanten Uraufführung die männliche Titelrolle. Die weibliche Partie wurde von Adina Aaron gesungen. Dirigent war erneut Balázs Kocsár. Ein Mitschnitt erschien auf DVD.
Im September/Oktober 2017 zeigte auch die Opéra de Marseille die Produktion. Wieder sangen Roberto Alagna und Adina Aaron die Titelrollen. Die musikalische Leitung hatte Jean-Yves Ossonce.

## Aufnahmen
- Juli 2007 – Michel Plasson (Dirigent), Orchestre National d’Île-de-France, Chœur Régional Vittoria d’Île-de-France.
 Indra Thomas (die Verurteilte), Roberto Alagna (der Verurteilte), Jean-Philippe Lafont (Gefängniswärter, Gefängnisdirektor, Priester, Gerichtsdiener, Gefängniskaplan und Henker), Richard Rittelmann (Anführer der Wache, „Friauche“ und Staatsanwalt).
 Live aus dem Théâtre des Champs-Élysées Paris; Mitschnitt der konzertanten Uraufführung.
 Deutsche Grammophon DGG 480 095 8 (2 CDs).[3]
- 3. November 2009 – Balázs Kocsár (Dirigent), Nadine Duffaut (Regie), Emmanuelle Favre (Bühne), Katia Duflot (Kostüme), Philharmonisches Orchester Debrecen, Chor des Csokonai-Theaters.
 Donita Volkwijn (die Verurteilte), Zoltán Nyári (der Verurteilte), Lajos Wagner (Henker und Gefängnisdirektor), Zoltán Bátki Fazekas (Gerichtsdiener), Antal Cseh (Gefängniswärter und Gefängniskaplan), Imre Ürmössy (Priester), Tamás Kóbor (Anführer der Wache und Staatsanwalt), Chul Jun Kim („Friauche“).
 Video; live aus dem Nationaltheater Szeged; Mitschnitt der szenischen Uraufführung.
 Fernsehübertragung auf Mezzo TV.[1]
- März 2014 – Balázs Kocsár (Dirigent), Nadine Duffaut (Regie), Emmanuelle Favre (Bühne), Katia Duflot (Kostüme), Orchestre régional Avignon-Provence, Chœur de l’Opéra Grand Avignon.
 Adina Aaron (die Verurteilte), Roberto Alagna (der Verurteilte), Luc Bertin-Hugault (Henker), Jean-Marie Delpas (Gerichtsdiener), Philippe Ermelier (Gefängniswärter), Jean-Marie Frémeau (Priester), Carl Ghazarossian (Anführer der Wache), Christian Helmer („Friauche“), Yann Toussaint (Gefängnisdirektor), Éric Martin-Bonnet (Gefängniskaplan), Alain Gabriel (Staatsanwalt).
 Video; live aus der Opéra Grand Avignon.
 Deutsche Grammophon 076 290 1.[9][10]